# マクマホン・オブ・サラトガ・サラブレッズ
マクマホン・オブ・サラトガ・サラブレッズ（McMahon of Saratoga Thoroughbreds）は、アメリカ合衆国ニューヨーク州サラトガ・スプリングズのパリスにある競走馬（サラブレッド）生産および種牡馬の繋養を行う牧場である。
創業者はアン・マクマホン。ファニーサイドの生産牧場（名義はウインスターファーム）としても知られる。

## 主な繋養馬

### 種牡馬
- Central Banker
- Redesdale
- SoloMini

### 過去の繋養馬
- Bucchero
- Coal Pley
- Harlem Rocker
- Tiago
- Alphabet Soup
- Silent Name
- Touch Gold
- Utopia　（2008年～2009年・2012年～　一時・2010年～2011年シーズンよりMcderMott　Ranch　Texas（テキサス州）へ、移動し繋養されたこともある、2014年～2015年種牡馬シーズンの途中で、トルコへ売却・輸出。）
- Marshall Street
- Mr. Sekiguchi
- Justenuffhumor
- Catienus
- Forty Tales
- Here Comes Ben
- Teuflesberg
- The Cliff's Edge